# Menesia signifera
Menesia signifera là một loài bọ cánh cứng trong họ Cerambycidae.